# Gozdków (Mazovie)
Pour les articles homonymes, voir Gozdków.
Gozdków  [ˈɡɔstkuf] est un village polonais de la gmina de Orońsko, du powiat de Szydłowiec et dans la voïvodie de Mazovie dans le centre-est de la Pologne. Il ne doit pas être confondu avec le village du même nom en la voïvodie de Łódź.

## Géographie
Il est situé à environ 9 kilomètres à l'ouest de Orońsko, 11 kilomètres au nord de Szydłowiec et à 100 kilomètres au sud de Varsovie.

## Histoire
Dans les années 1975-1998, la ville appartenait administrativement à la voïvodie de Radom.